# Melodia Fatal
Melodia Fatal é uma telenovela brasileira produzida pela extinta TV Excelsior e exibida de 27 de outubro de 1964 a 1 de janeiro de 1965 no horário das 22 horas, totalizando 49 capítulos. Foi escrita por Nara Navarro e dirigida por Walter Avancini.

## Trama
As mulheres representavam bonecos nas mãos desse homem enigmático. Ele as facinava e dominava com movimentos ágeis de seus dedos em um teclado de piano. E elas não resistiam à sua música terna e envolvente.

## Elenco
| Ator/Atriz       | Personagem        |
| ---------------- | ----------------- |
| Cyll Farney      | Alexandre Malorca |
| Nívea Maria      | Miriam            |
| Ittala Nandi     | Clarice           |
| Rogério Márcico  |                   |
| Altair Lima      |                   |
| Lídia Costa      | Elza              |
| Fúlvio Stefanini | Leandro           |
| Astrogildo Filho | Durval            |
| Yara Lins        | Marlene           |
| Ivan Mesquita    | Donato            |